# Sigvald Hasund

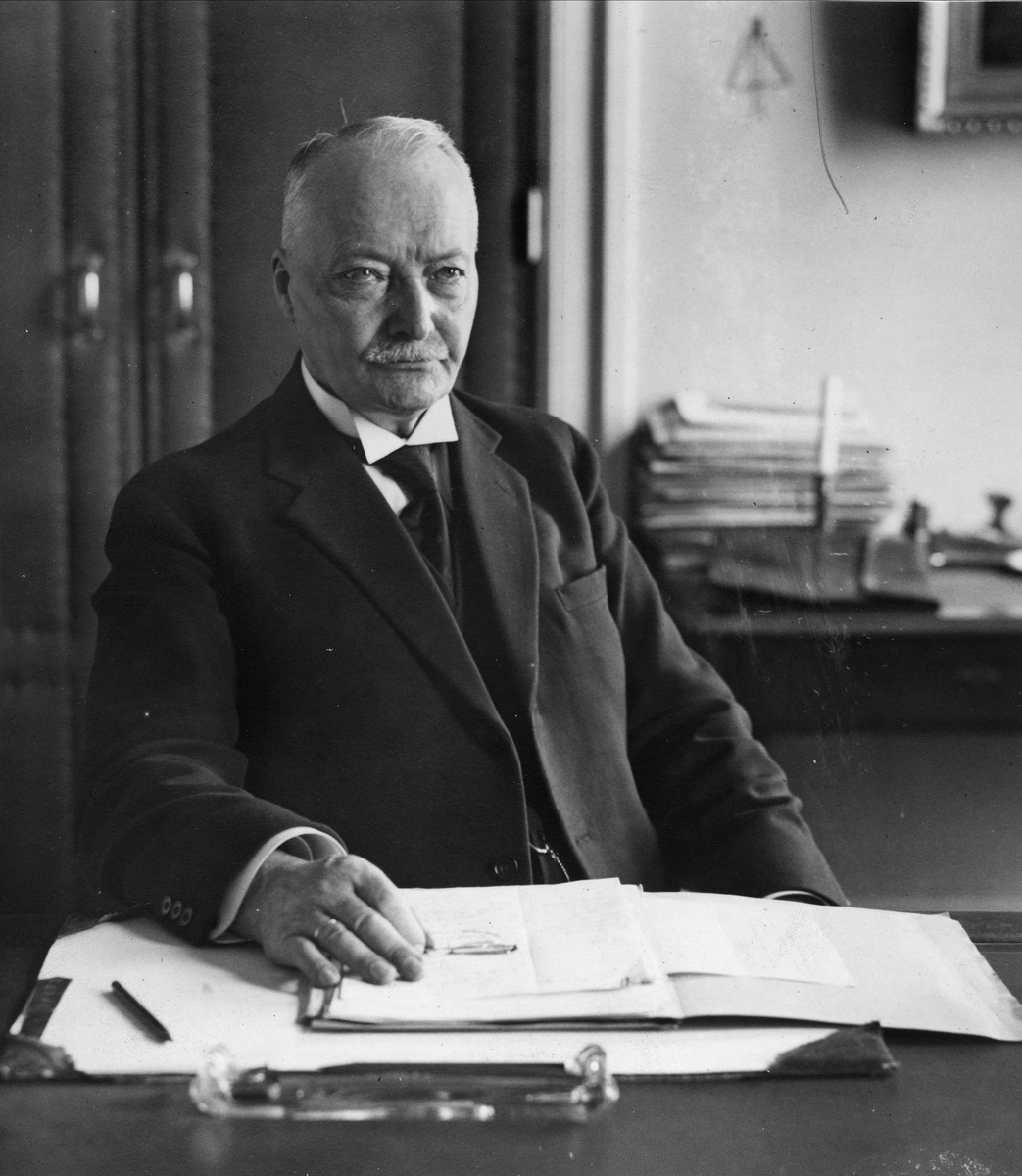
Sigvald Mathias Hasund år 1935

Sigvald Mathias Hasund, född 24 mars 1868, död 5 september 1959, var en norsk jordbrukshistoriker.
Hasund blev överlärare vid Norges lantbrukshögskola 1907, professor 1914 och högskolans rektor 1923. Han var kyrkominister i Johan Ludwig Mowinckels regering 1928-31. Hasund utgav en mängd skrifter, särskilt rörande Norges jordbruk i äldre tid.